# Enfermagem de prática avançada
A Enfermagem de Prática Avançada (EPA) é aplicada por um enfermeiro que adquiriu a base de conhecimentos especializados, habilidades complexas na tomada de decisão e competências clínicas para a prática expandida, cujas características são moldadas pelo contexto e/ou país em que está credenciado para exercer a função. O Mestrado é recomendado para o nível de entrada, de acordo com o Conselho Internacional de Enfermeiros (CIE).
De modo geral, esses profissionais atuam como clínicos (assistência, diagnóstico e prescrição), assessores, educadores, propositores de protocolos e pesquisadores em área específica, tendo a prática baseada em evidência como referência.

## Contexto
A Pratica Avançada de Enfermagem inicialmente foi instaurada nos Estados Unidos da América em meados de 1970, o título era dado a profissionais que obtinham altos níveis de estudos na área de enfermagem, e comumente atuavam na assistência primaria de saúde com especializações. Atualmente o termo passou a ter um significado mais amplo, abrangendo principalmente a autonomia e capacidade de gestão do enfermeiro.
Em novembro de 2015 o Conselho Federal de Enfermagem (COFEN) lançou a possibilidade de implantação do método no Brasil. Em maio de 2016, o COFEN, juntamente com a Coordenação de Aperfeiçoamento de Pessoal de Nível Superior, a Associação Brasileira de Enfermagem e o Ministério da Saúde consolidaram a prática avançada de enfermagem no Brasil.

## Objetivos e atribuições
Alguns deles são:
- Responder às preocupações médicas sobre o impacto em seus rendimentos, responsabilidades e qualidade da assistência com a introdução da EPA; as EPA colaboram interprofissionalmente e revisões sistemáticas, de países de alta renda, confirmam que as EPA são profissionais seguras e eficazes.
- Estabelecer carreira com habilidades e níveis de iniciante à prática avançada, cargos, funções e faixas salariais, certificação e acreditação adequadas, programas de graduação, pós-graduação e educação continuada que sustentem a EPA.
- A EPA deve incluir competências relevantes para apoiar os cuidados de saúde ao paciente, tais como: educação de outras enfermeiras para o desenvolvimento de práticas e habilidades de liderança clínica baseadas em evidências; atuação como professores e preceptores clínicos para estudantes de graduação e pós-graduação; educação e aconselhamento em situações complexas de assistência (paciente/família/comunidade), facilitação no uso de tecnologia e assistência ao parto, entre outras.

O trabalho da Prática Avançada de Enfermagem contribui principalmente na atenção primaria à saúde, já que o primeiro contato ao paciente é o que encaminha todo o resto de um cuidado. A função do enfermeiro de prática avançada caracteriza-se por um conjunto de ações no âmbito individual e coletivo, que abrange a promoção e a proteção da saúde, a prevenção de agravos, o diagnóstico, o tratamento, a reabilitação e a manutenção da saúde.

## Especialidades
No Brasil há enfermeiros de prática avançada, tais como:
- Enfermeiros obstetrizes;
- Enfermeiro navegador (gestão de casos);
- Enfermeiros estomaterapêutas;
- Enfermeiros da estratégia de saúde da família.

Ademais, há enfermeiros com papéis e funções de prática avançada com foco em:
- Atendimento pré-hospitalar;
- Manejo de doente com dor aguda e crônica;
- Cuidado de doente em cuidado paliativo;
- Aconselhamento genético;
- Punções e acessos especiais;
- Cuidados altamente especializados (manejo da estenose vaginal, consulta pré-quimioterapia, controle de pacientes com tabagismo...).